# Völkerball
"Völkerball" é o segundo álbum ao vivo da banda alemã Rammstein, foi gravado entre os dias 28 de novembro de 2004 a 23 de julho de 2005 na Rússia, Inglaterra, Japão e França. Foi lançado em 17 de novembro de 2006 na Europa, 19 de dezembro de 2006 no Canadá e 18 de setembro de 2007 nos Estados Unidos. O álbum foi anunciado a partir do video ao vivo de "Ich will" apresentado na versão em DVD do single "Mann gegen Mann".
A embalagem da edição padrão vem nos formatos de tamanho CD e DVD. A edição especial apresenta dois DVDs e um CD. O DVD extra vem com o documentário "Anakonda im Netz" e o Making of do álbum "Reise, Reise".  A edição limitada possui dois DVDs, dois CDs e um livro de fotos de 190 páginas. O logotipo da capa do álbum é derivada dos Jogos Olímpicos de Verão de 1980 em Moscou.
Völkerball foi indicado ao Echo Awards de 2007 na categoria Melhor DVD, que foi conquistada por Pulse do Pink Floyd.

## Gravação
O álbum foi gravado durante o show em Nîmes, na França, no dia 23 de julho de 2005, na versão em vídeo, ainda há gravações dos dias 28 de novembro de 2004 em Moscou, Rússia; 03, 04 e 05 de fevereiro de 2005 em Londres, Inglaterra; e 03 de junho de 2005 em Tokyo, Japão.
Nas edições especial e limitada ainda há um DVD extra com um documentário sobre a banda chamado "Anakonda im Netz". Contém entrevistas e filmagens especiais. O documentário também foi lançado como um DVD promocional para a imprensa.
O título vem de um segmento de entrevista com Till Lindemann, onde ele diz que foi pescar com um amigo no Amazonas, e eles pescaram uma Anaconda.

## Faixas

### Edição padrão

#### DVD
Ao vivo na Les Arenes de Nîmes, Nîmes, França, 23 de julho de 2005.
| N.º            | Título              | Duração |  |
| 1.             | "Reise, Reise"      |         |  |
| 2.             | "Links 2-3-4"       |         |  |
| 3.             | "Keine Lust"        |         |  |
| 4.             | "Feuer frei!"       |         |  |
| 5.             | "Asche zu Asche"    |         |  |
| 6.             | "Morgenstern"       |         |  |
| 7.             | "Mein Teil"         |         |  |
| 8.             | "Stein um Stein"    |         |  |
| 9.             | "Los"               |         |  |
| 10.            | "Du riechst so gut" |         |  |
| 11.            | "Benzin"            |         |  |
| 12.            | "Du hast"           |         |  |
| 13.            | "Sehnsucht"         |         |  |
| 14.            | "Amerika"           |         |  |
| 15.            | "Rammstein"         |         |  |
| 16.            | "Sonne"             |         |  |
| 17.            | "Ich will"          |         |  |
| 18.            | "Ohne dich"         |         |  |
| 19.            | "Stripped"          |         |  |
| Duração total: | Duração total:      | 103:13  |  |

Ao vivo no Brixton Academy, Londres, Inglaterra, 03, 04 e 05 de fevereiro de 2005.
| N.º            | Título         | Duração |  |
| 1.             | "Sonne"        |         |  |
| 2.             | "Rein raus"    |         |  |
| 3.             | "Ohne dich"    |         |  |
| 4.             | "Feuer frei!"  |         |  |
| Duração total: | Duração total: | 18:08   |  |

Ao vivo no Club Citta, Tokyo, Japão, 03 de junho de 2005.
| N.º            | Título          | Duração |  |
| 1.             | "Mein Teil"     |         |  |
| 2.             | "Du hast"       |         |  |
| 3.             | "Los" (Trailer) |         |  |
| Duração total: | Duração total:  | 11:41   |  |

Especial - Ao vivo no Sport Complex Olympiski, Moscou, Rússia, 28 de novembro de 2004.
| N.º            | Título         | Duração |  |
| 1.             | "Moskau"       |         |  |
| Duração total: | Duração total: | 5:22    |  |

#### CD
| N.º            | Título              | Duração |  |
| 1.             | "Intro"             |         |  |
| 2.             | "Reise, Reise"      |         |  |
| 3.             | "Links 2-3-4"       |         |  |
| 4.             | "Keine Lust"        |         |  |
| 5.             | "Feuer frei!"       |         |  |
| 6.             | "Asche zu Asche"    |         |  |
| 7.             | "Morgenstern"       |         |  |
| 8.             | "Mein Teil"         |         |  |
| 9.             | "Los"               |         |  |
| 10.            | "Du riechst so gut" |         |  |
| 11.            | "Benzin"            |         |  |
| 12.            | "Du hast"           |         |  |
| 13.            | "Sehnsucht"         |         |  |
| 14.            | "Amerika"           |         |  |
| 15.            | "Sonne"             |         |  |
| 16.            | "Ich will"          |         |  |
| Duração total: | Duração total:      | 75:32   |  |

### Edição especial/limitada

#### DVD 1
Ao vivo na Les Arenes de Nîmes, Nîmes, França, 23 de julho de 2005.
| N.º            | Título              | Duração |  |
| 1.             | "Reise, Reise"      |         |  |
| 2.             | "Links 2-3-4"       |         |  |
| 3.             | "Keine Lust"        |         |  |
| 4.             | "Feuer frei!"       |         |  |
| 5.             | "Asche zu Asche"    |         |  |
| 6.             | "Morgenstern"       |         |  |
| 7.             | "Mein Teil"         |         |  |
| 8.             | "Stein um Stein"    |         |  |
| 9.             | "Los"               |         |  |
| 10.            | "Du riechst so gut" |         |  |
| 11.            | "Benzin"            |         |  |
| 12.            | "Du hast"           |         |  |
| 13.            | "Sehnsucht"         |         |  |
| 14.            | "Amerika"           |         |  |
| 15.            | "Rammstein"         |         |  |
| 16.            | "Sonne"             |         |  |
| 17.            | "Ich will"          |         |  |
| 18.            | "Ohne dich"         |         |  |
| 19.            | "Stripped"          |         |  |
| Duração total: | Duração total:      | 103:13  |  |

Ao vivo no Brixton Academy, Londres, Inglaterra, 03, 04 e 05 de fevereiro de 2005.
| N.º            | Título         | Duração |  |
| 1.             | "Sonne"        |         |  |
| 2.             | "Rein raus"    |         |  |
| 3.             | "Ohne dich"    |         |  |
| 4.             | "Feuer frei!"  |         |  |
| Duração total: | Duração total: | 18:08   |  |

Ao vivo no Club Citta, Tokyo, Japão, 03 de junho de 2005.
| N.º            | Título          | Duração |  |
| 1.             | "Mein Teil"     |         |  |
| 2.             | "Du hast"       |         |  |
| 3.             | "Los" (Trailer) |         |  |
| Duração total: | Duração total:  | 11:41   |  |

Especial - Ao vivo no Sport Complex Olympiski, Moscou, Rússia, 28 de novembro de 2004.
| N.º            | Título         | Duração |  |
| 1.             | "Moskau"       |         |  |
| Duração total: | Duração total: | 5:22    |  |

#### DVD 2
| N.º | Título                         | Duração |  |
| 1.  | "Anakonda im Netz"             |         |  |
| 2.  | "The Making of "Reise, Reise"" |         |  |

#### CD 1
| N.º | Título           | Duração |  |
| 1.  | "Intro"          |         |  |
| 2.  | "Reise, Reise"   |         |  |
| 3.  | "Links 2-3-4"    |         |  |
| 4.  | "Keine Lust"     |         |  |
| 5.  | "Feuer frei!"    |         |  |
| 6.  | "Asche zu Asche" |         |  |
| 7.  | "Morgenstern"    |         |  |
| 8.  | "Mein Teil"      |         |  |
| 9.  | "Stein um Stein" |         |  |
| 10. | "Los"            |         |  |

#### CD 2
| N.º | Título              | Duração |  |
| 1.  | "Du riechst so gut" |         |  |
| 2.  | "Benzin"            |         |  |
| 3.  | "Du hast"           |         |  |
| 4.  | "Sehnsucht"         |         |  |
| 6.  | "Amerika"           |         |  |
| 7.  | "Rammstein"         |         |  |
| 8.  | "Sonne"             |         |  |
| 9.  | "Ich will"          |         |  |
| 10. | "Ohne dich"         |         |  |
| 11. | "Stripped"          |         |  |
| 12. | "Outro"             |         |  |

## Histórico de lançamento
| Região         | Data                   | Gravadora       | Formato                                        | Catálogo                                        |
| -------------- | ---------------------- | --------------- | ---------------------------------------------- | ----------------------------------------------- |
| União Europeia | 17 de novembro de 2006 | Universal Music | CD + DVD, CD + DVD Duplo, CD Duplo + DVD Duplo | 06025 170506-7, 06025 170507-2, 06025 170508-2  |
| Estados Unidos | 18 de setembro de 2007 | Universal Music | CD + DVD, CD + DVD Duplo, CD Duplo + DVD Duplo | 06025 1705071-6, 06025 105074-1, 06025 170508-2 |
| Canadá         | 19 de dezembro de 2006 | Universal Music | CD + DVD Duplo                                 | 0251705068                                      |

## Desempenho nas paradas
| Paradas (2006)                      | Posição |
| ----------------------------------- | ------- |
| Alemanha (German Albums Chart)      | 1       |
| Finlândia (Finnish Albums Chart)    | 1       |
| México (Mexican Albums Chart)       | 1       |
| Rússia (Russian Albums Chart)       | 1       |
| Áustria (Austrian Albums Chart)     | 3       |
| Hungria (Hungarian Albums Chart)    | 5       |
| Países Baixos (Dutch Albums Chart)  | 7       |
| Suíça (Swiss Albums Chart)          | 7       |
| Japão (Japanese Albums Chart)       | 11      |
| Suécia (Swedish Albums Chart)       | 11      |
| Dinamarca (Danish Albums Chart)     | 18      |
| Chéquia (Czech Albums Chart)        | 19      |
| Noruega (Norwegian Albums Chart)    | 24      |
| Polónia (Polish Albums Chart}}      | 36      |
| Bélgica (Belgium Albums Chart)      | 48      |
| Austrália (Australian Albums Chart) | 49      |
| França (French Albums Chart)        | 54      |
| Portugal (Portuguese Albums Chart)  | 58      |
| Itália (Italian Albums Chart)       | 61      |
| Espanha (Spanish Albums Chart)      | 65      |
| Nova Zelândia (NZ Albums Chart)     | 82      |
| Reino Unido (UK Albums Chart)       | 99      |
| Canadá (Canadian Albums Chart)      | 108     |
| Estados Unidos (US Billboard 200)   | 147     |
| Irlanda (Irish Albums Chart)        | 167     |

### Paradas de fim de ano
| Paradas (2007)                 | Posição |
| ------------------------------ | ------- |
| Alemanha (German Albums Chart) | 30      |